# A cs. és kir. 5. Radetzky huszárezred emlékműve
A cs. és kir. 5. Radetzky huszárezred emlékműve egy Komáromban álló I. világháborús emlékmű, Szentgyörgyi István szobrászművész alkotása. 
1931-ben avatták fel az alakulat I. világháborúban elesett katonáinak tiszteletére, a Frigyes főherceg lovassági laktanya tiszti épülete előtti parkban. 1959-ben a laktanyából kivonuló MN alakulat az emlékművet magával vitte Nyíregyházára, csak 1959-ben került vissza Komáromba. 1988-ben áthelyezték a városháza mögötti parkba, 2011-ben eredeti helyén újra felállították.

## Az emlékmű története
Az emlékműállítás ötlete 1928-ban merült fel, majd hamarosan gyűjtést hirdettek az ezred veteránjai körében, a szükséges pénzösszeg előteremtésére. A munkára Szentgyörgyi István szobrászművészt kérték fel. Helyszínnek az alakulat békehelyőrségét, Dél-Komáromot választották. Itt állt a Frigyes főhercegről lovassági laktanya, az emlékműbizottság a tiszti épület előtti parkos részt szemelte ki az emlékmű számára.
A kivitelezéssel Szentgyörgyi István szobrászművészt bízták meg, aki a Százados úti művésztelepen formázta meg az emlékmű gipszmintáját. A bronzöntvény Krausz Ferenc angyalföldi öntödéjében készült. Az emlékmű felavatására 1931. július 15-én, a II. piavei csata kitörésének évfordulóján került sor.
Az avatásra József főherceget kérték fel, a polgári hatóságok részéről baráthi Huszár Aladár főispán, Karcsay Miklós vármegyei főjegyző és Alapy Gáspár polgármester, valamint revisnyei Reviczky István járási főszolgabíró voltak jelen. Az egykori ezred tiszti karát többek közt Vetsey Ede ny. altábornagy, Bogyay Arthur ny. ezredes és vitéz Pongrácz Pál őrnagy képviselték, a m. kir. honvédség részéről vitéz Módly Zoltán tüzér ezredes vett részt az eseményen. Az egyházi szertartásokat Surányi Ferenc apátplébános, Sári Imre református és Fadgyas Aladár evangélikus lelkészek végezték.
1943-ban, a piavei csata 25. évfordulóján báró Török Géza nyugalmazott ezredes az ezred veteránjainak nevében egy 2500 pengős alapítványt létesített Komárom városának. Az alapítvány kamatait arra kellett fordítani, hogy minden évben június 15-én 11 órakor megkoszorúzzák az emlékművet, illetve emlékmisét és istentiszteletet tartsanak az elesettek emlékezetére. Az alapítvány tőkéjét tartalmazó betétkönyvet Alapy Gáspár polgármester vette át, aki egyúttal ígéretet tett a város nevében a megemlékezések megtartására.
1951-ben a laktanyából Nyíregyházára átvezényelt 1. lovashadosztály-parancsnokság a városi hatóságok értesítése nélkül az emlékmű bronz domborművét leszereltette, és magával vitte új állomáshelyére. Az alkotást csak 1959-ben sikerült visszaszerezni, ekkor eredeti helyén újra felállították.
1988-ban a Városszépítő Egyesület kezdeményezésére az emlékművet áthelyezték a városháza mögötti parkba, de a talapzat a helyszínen maradt. Eredeti helyére, a tiszti épület elé 2011-ben helyezték vissza, jelenleg is ott található (Klapka György út - Laktanya köz sarka). Egyúttal a város felelevenítette az Alapy Gáspár polgármester által tett ígéretet, így azóta minden év június 15-én 11 órakor megkoszorúzzák az emlékművet.

## Az emlékmű leírása

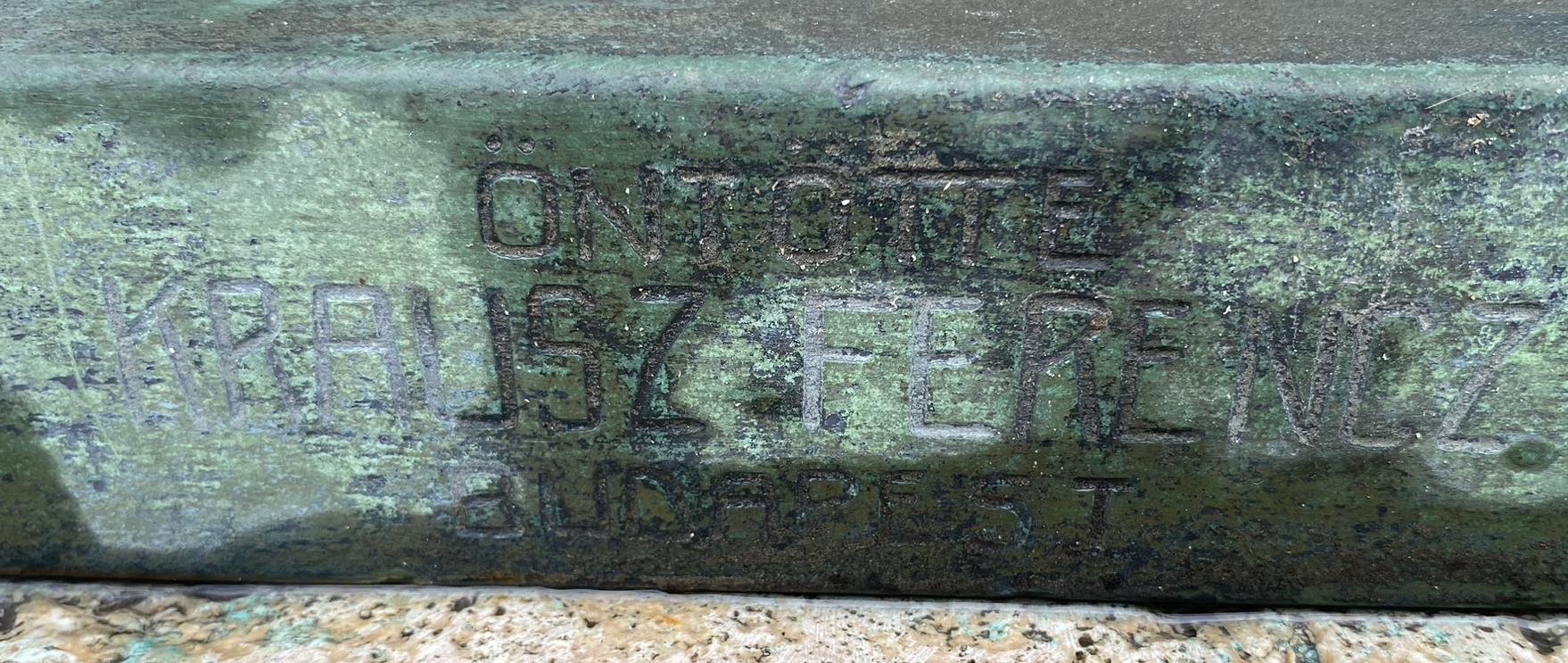
Krausz Ferenc cégjelzése a cs. és kir. 5. huszárezred emlékművén

Az emlékmű egy bronz dombormű, melynek fő alakja egy bal oldalról ábrázolt, lóháton ülő huszár. A művész a lovast az 1914-ben használt menetöltözetben örökítette meg, azonban a csákót - nyilván esztétikai okokból - nem borítja viaszosvászon huzat, és a lószőr forgó is fel van rá tűzve. A huszár jobbjával a kardjának a markolatát fogja, épp kirántani készül a pengét a hüvelyből.
A dombormű bal felső sarkában egy dombon, egy lóháton ülő huszártrombitás fújja a kürtjét. Régies egyenruhája az ezred megalapításának (1798) időszakára utal.
Az emlékművet megalkotó Szentgyörgyi István szignója a bronz dombormű alsó szegélyén látható, mellette az 1931-es évszám.
A felavatásról szóló sajtóbeszámoló részletesen közölte az emlékmű feliratait is. Eszerint elöl a következő szöveg állt:
| „ | Radetzky huszárok ! Emléketek örökké él bennünk, ha hiv a Haza, példátok követjük ! | ” |
|   |                                                                                     |   |

Az emlékmű hátára pedig ezt a feliratot vésték:

| „ | Ezen emlékmüvet az ezred és hősi halottai emlékére és kegyeletére állították fel és leplezték le 1931. június 15-én a volt cs. és kir. gróf Radetzky huszárezred tagjai és hozzátartozói. 1798. június 10. - 1918. október 27. | ” |
|   | |   |

Bal oldalon az ezred tűzkeresztségére, a novi csatára emlékező 1799-es évszám volt olvasható, míg jobb oldalt a megszűnés éve, 1918 szerepelt. Jelenleg azonban már csak ez a felirat látható az emlékművön:
| „ | A piavei és az isonzói csatákban elesett "Radetzky" huszárok emlékére. | ” |
|   |                                                                        |   |

Nagy valószínűséggel az 1959-es újrafelállítást megelőzően írták át az előlapon látható feliratot és tűntették el a többi vésetet. A rendelkezésre álló adatok szerint az ezred 1918 előtt az orosz és a román fronton harcolt, így az isonzói csatákban nem vehettek részt. 

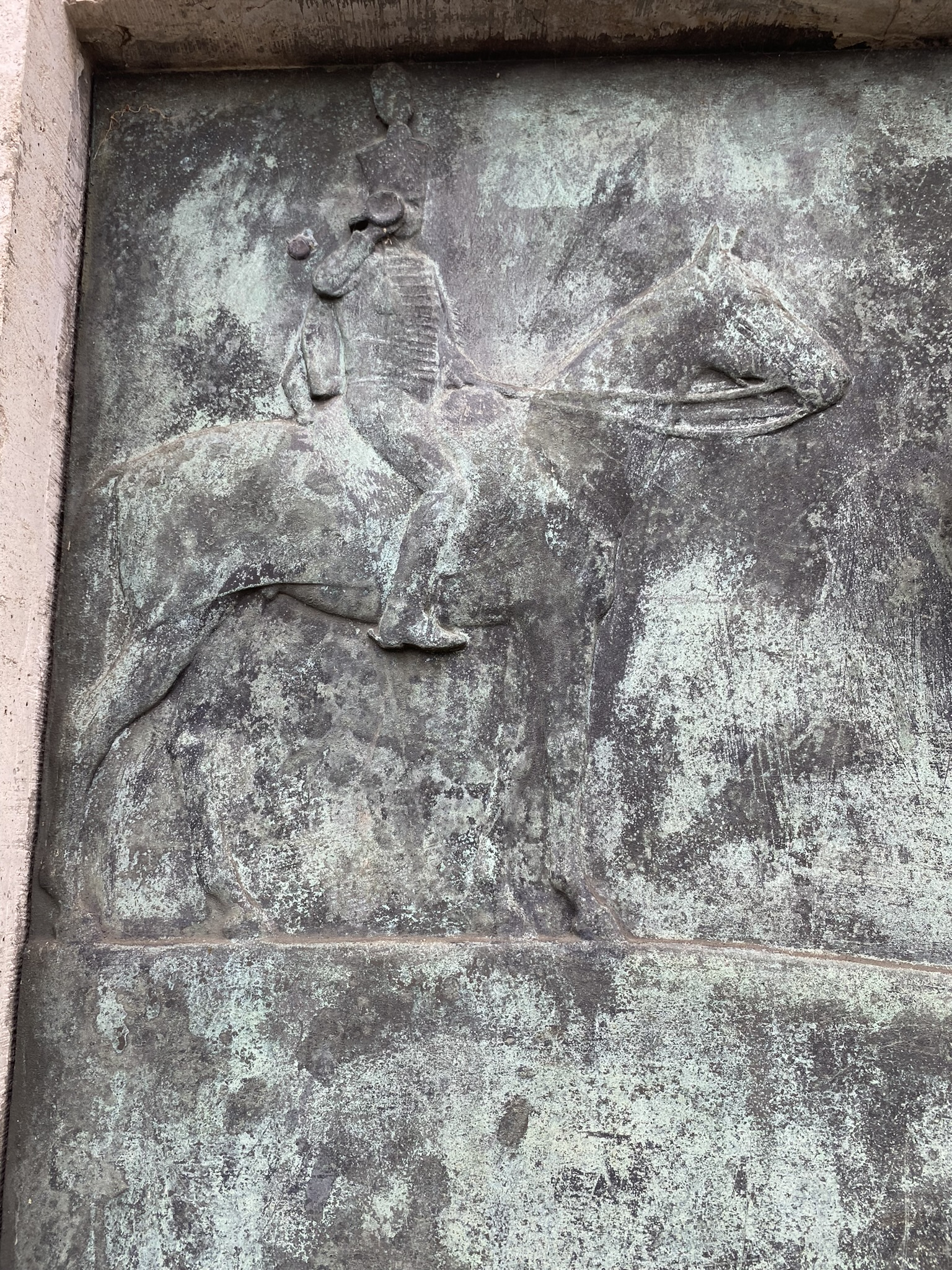
A huszártrombitás alakja